# Alexandersonov alternator
Alexandersonov alternator je alternator koji je 1904. izumio Ernst Alexanderson radi stvaranja visokofrekventne izmjenične struje frekvencije do 100 kHz, koju bi se primjenjivalo u odašiljačima. Jedan je od prvih uređaja sposobnih stvarati kontinuirane radijske valove koji su potrebni za prijenos amplitudne modulacije (zvuka) radiom. 1920-h ga se godina rabilo u prvim kratkovalnim (AM) radijskim odašiljačima, sve dok ih nisu zamijenili odašiljači koji su se služili vakuumskim elektronskim cijevima. Nalazi se na popisu IEEE-ovih miljokaza kao jedan od ključnih dosega elektrotehnike.
Jedini preostali alexandrov alternatov u funkciji se nalazi u dugovalnom odašiljaču Grimeton u Švedskoj.